# Начо Дживджанов
Никола (Начо) Иванов Дживджанов е български революционер, терорист на Вътрешната македоно-одринска революционна организация.

## Биография
Дживджанов е роден в 1873 година в Битоля, тогава в Османската империя. Присъединява се към ВМОРО и действа като куриер и терорист на Организацията. Участва в терористична група заедно с Иван Кафеджията, Кочо Песнаджиев, Миалече Лисолаец и Михаил Димев. В 1902 година е осъден задочно на 101 години затвор и става нелегален в четата на Георги Сугарев и участва в сражението при Никодин и в сражението при Небрегово, Прилепско, както и при Лера, Битолско и при Патовец, Кичевско. С четата на Георги Сугарев и Тодор Фурнаджията, на когото е секретар, се сражават при село Скочивир и Лопатица.
В 1903 година живее в Пловдив заедно с Георги Ковачев, като през септември 1906 година му изпраща портрета си за спомен.
В 1907 година с четата на Иван Наумов – Алябака се сражава при Патевец и при Козичино, Кичевско.
В 1912 - 1913 година е в Битолския затвор. Освободен е след намеса на европейски дипломати.
На 1 март 1943 година, като жител на София, подава молба за българска народна пенсия, която е одобрена и отпусната от Министерския съвет на Царство България.